# 羅明祖
羅明祖（1600年—1643年），字宣明，號纹山，福建永安县二十六都贡川人。明朝官员。
天啓七年（1627年）丁卯科舉人，崇禎四年（1631年），羅明祖中式辛未科三甲进士。户部观政，授南直隶华亭县知县，因丁忧去职。八年起补繁昌县，十年降职为浙江布政司照磨，十一年升转湖广襄阳县知县。十三年考察，改任南直隶太平府推官。